# Столкновение спутников «Космос-2251» и «Iridium 33»

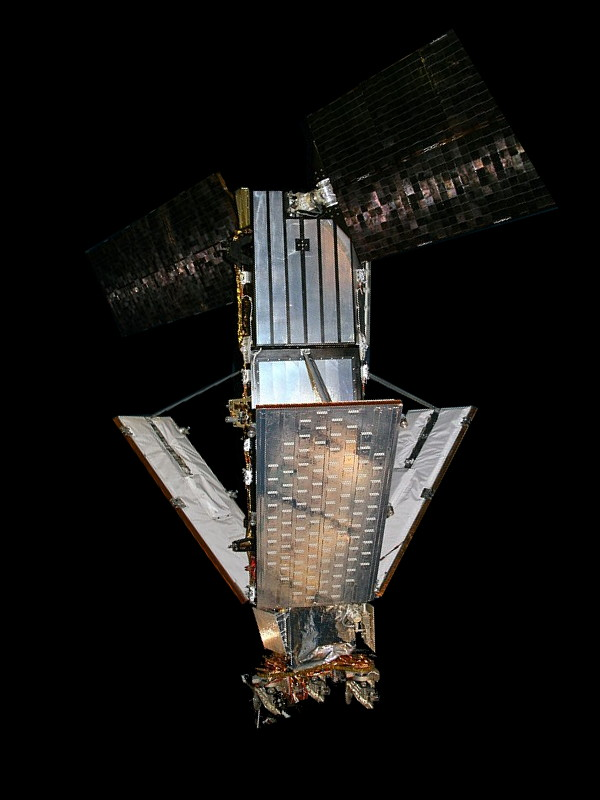
Копия спутника системы Иридиум

Столкновение спутников «Космос-2251» и Iridium 33 — первый известный случай столкновения двух искусственных спутников в космосе.
Столкновение произошло 10 февраля 2009 года над территорией Российской Федерации (над полуостровом Таймыр, над точкой 72,5° с. ш., 97,9° в. д.), на высоте 788,6 километра. Два спутника во время вращения вокруг Земли со скоростью около 7,5 км/с столкнулись на относительной скорости свыше 10 км/с. Искусственные спутники — «Космос-2251», принадлежавший Космическим войскам России, выведенный на орбиту в 1993 году и функционировавший до 1995 года, и Iridium 33, один из 72 спутников международного оператора спутниковой телефонной связи «Иридиум», запущенный на орбиту в 1997 году, в результате столкновения разрушились полностью. Масса американского спутника «Иридиум» составляла 600 кг, а российского аппарата «Космос-2251» — 900 кг. В результате столкновения образовалось около 600 обломков.

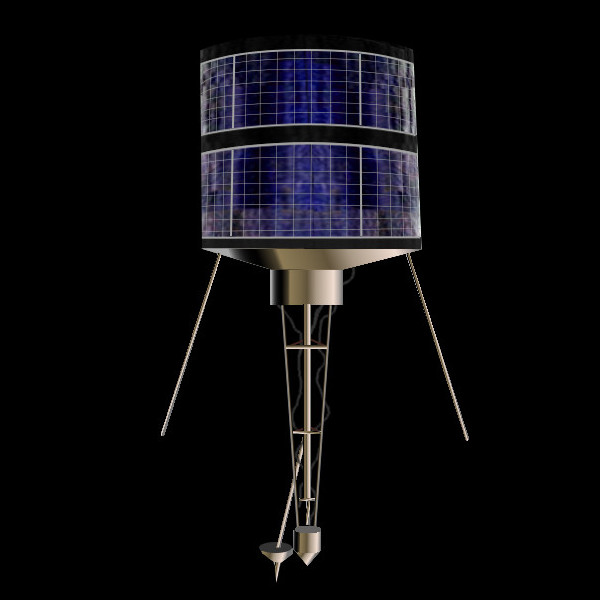
Спутник типа «Стрела-2М» (тот же тип, что и у спутника Космос-2251)

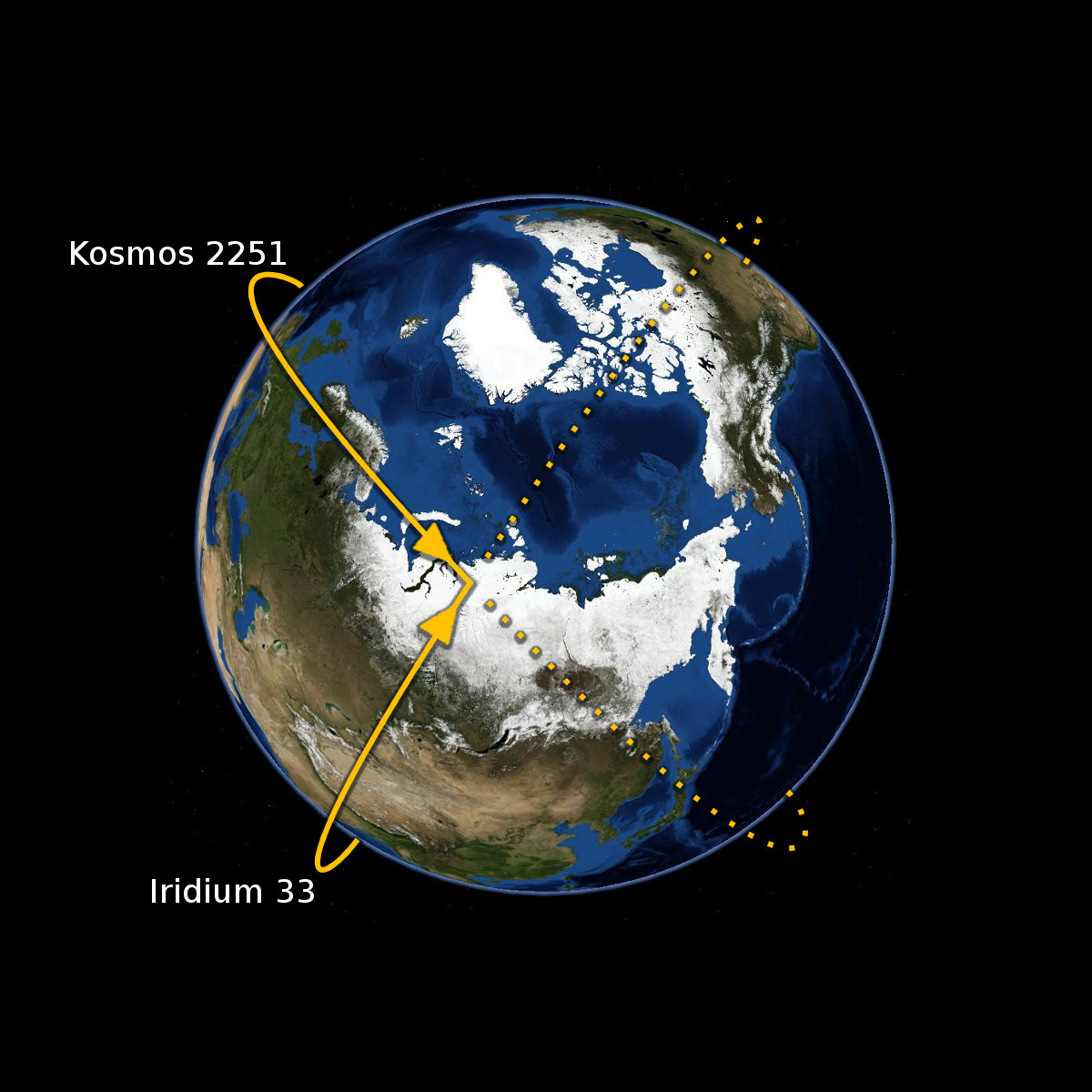
Столкновение
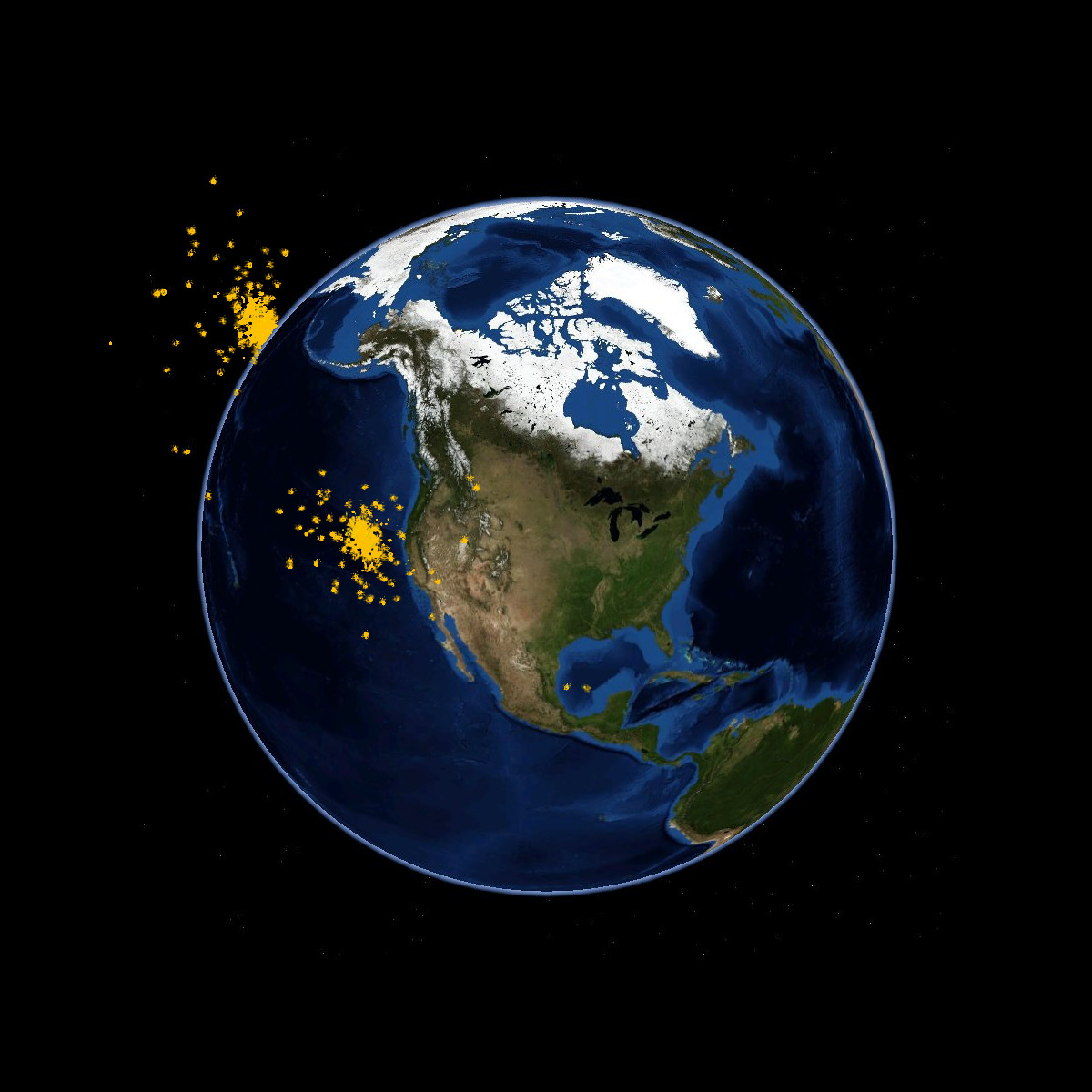
Через 20 минут
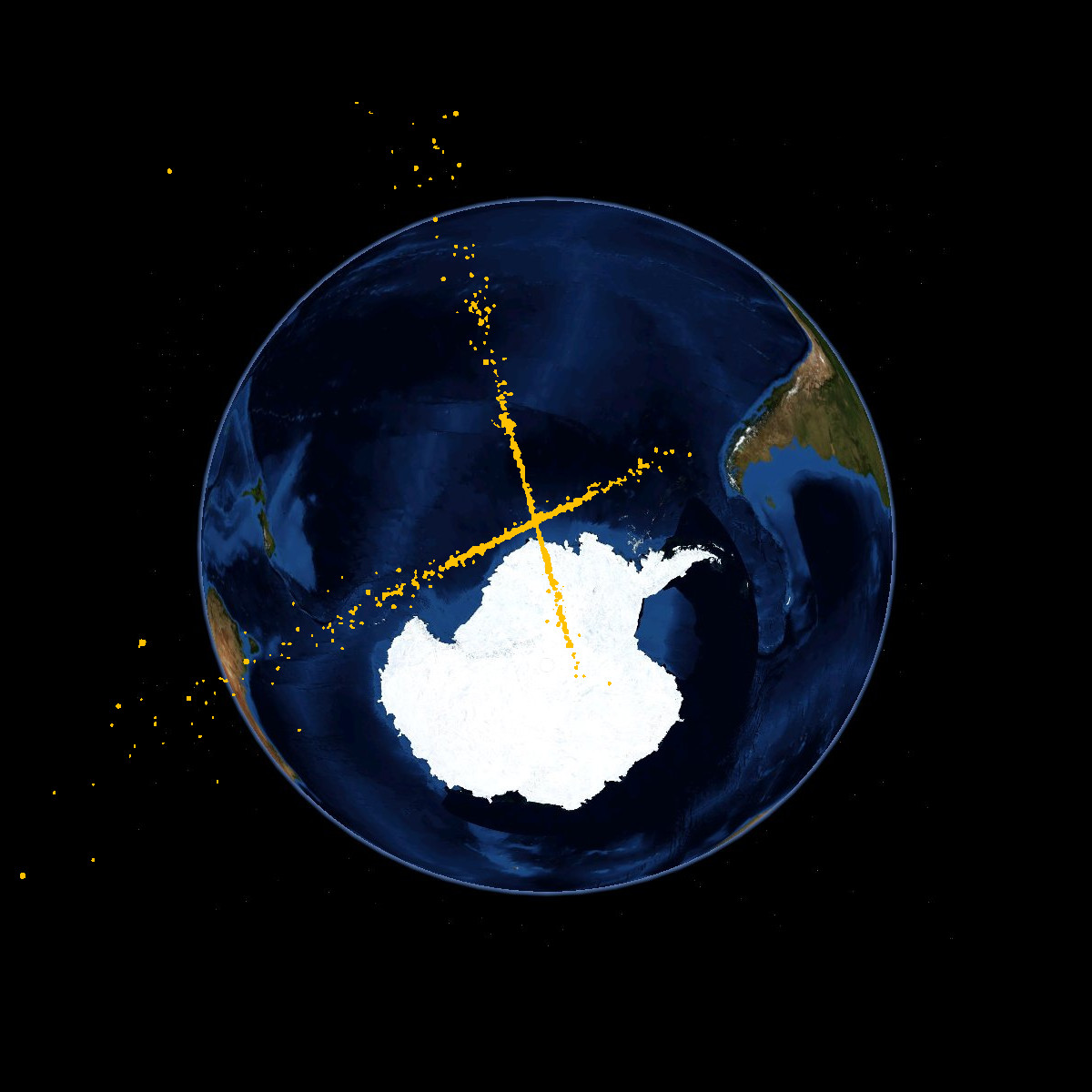
Через 50 минут

## История
Первое в истории космонавтики столкновение двух спутников на орбите произошло 10 февраля 2009 года в 19.56 (московское время) — действующий коммерческий спутник связи американской компании Iridium Satellite LLC столкнулся с бездействующим российским спутником связи «Космос-2251».
Подобный инцидент произошёл в 1996 году во время столкновения французского спутника «Серизи» с обломками ступени ракеты Европейского космического агентства «Ариан».
Инцидент со спутниками произошёл приблизительно в 805 километрах над Сибирью. Это столкновение породило почти 2000 обломков размером не менее десяти сантиметров в диаметре и многочисленное количество более мелких осколков. Бо́льшая часть этого мусора остаётся на орбите десятилетиями, создавая риск столкновения с другими объектами на низкой околоземной орбите. По оценкам представителя информационно-аналитического центра Межгосударственной акционерной корпорации «Вымпел», спустя пять лет на орбите остаются около 1,5 тысяч крупных обломков, которые могут продолжать вращение вокруг Земли в течение следующих 20 или 30 лет.
Спутник Iridium 33 представлял собой 689-килограммовый спутник серии LM700, управляемый американской компанией Iridium Satellite LLC. Он был запущен вместе с шестью другими спутниками Iridium на борту российской ракеты-носителя «Протон» 14 сентября 1997 года с Байконура, Казахстан. Высота орбиты — 780 км, наклонение орбиты — 86,4°. Спутник, изготовленный фирмами «Моторола» и «Локхид Мартин», представлял собой один из 66 спутников, распределённых по шести орбитальным плоскостям. Спутники были переданы новой компании Iridium Satellite LLC, которая по контракту с Пентагоном на $250 млн с декабря 2000 года обслуживала Минобороны США, а затем возобновила коммерческую эксплуатацию системы: из 286 тысяч абонентов 20 тысяч — работники Минобороны США.
900-килограммовый «Космос-2251» представлял собой запущенный 16 июня 1993 года с российского космодрома Плесецк на борту ракеты-носителя «Космос-3М» спутник спецсвязи Министерства обороны РФ. Он находился на орбите с высотой в перигее 783 км, в апогее — 821 км и наклонением орбиты 74°.
Iridium 33 и «Космос-2251» столкнулись почти под прямым углом друг к другу на относительной скорости почти 10 км/с. Хотя точная геометрия столкновения и точка соприкосновения на каждом спутнике неизвестны, сделанная с Земли видеозапись движения Iridium 33 после столкновения показала, что две антенны в нижней части космического корабля целы, это позволяет предположить, что Iridium 33 был поражён сверху, и большая часть спутника осталась нетронутой. По состоянию на 3 сентября 2010 года Американская сеть космического наблюдения каталогизировала 528 фрагментов обломков с Iridium 33 и 1347 фрагментов обломков «Космоса-2251» размером более 10 см. Из них всего 29 обломков Iridium 33 по состоянию на 2014 год попали с орбиты в атмосферу Земли вместе с 60 осколками от «Космоса-2251». По мнению специалистов как НАСА, так и внешних экспертов, около пятой части фрагментов обломков, занесённых в каталог, останется на орбите, предположительно, в течение более 30 лет, а около 5 % фрагментов будут пребывать на орбите свыше 100 лет.

## Правовая ситуация
Международное право, применимое к столкновению, в основном, вытекает из «Договора о космосе» 1967 года и «Конвенции об ответственности» 1972 года. В соответствии с этими договорами «запускающее государство» несёт ответственность за объекты на орбите. Согласно общепринятому юридическому определению, установленному этими договорами, Россия является «запускающим государством» для «Космоса-2251». В ситуации с «Iridium 33» нет ясности, кто является «запускающим государством» — Россия, США или Казахстан, поскольку «Iridium 33» не был зарегистрирован в Организации Объединённых Наций, как того требует Конвенция о регистрации 1974 года. В «Конвенции об ответственности» нет чёткого юридического определения вины, она также никогда официально не применялась — все инциденты на сегодняшний день, которые могли бы привести к потенциальным претензиям в соответствии с Конвенцией, включая столкновение «Iridium 33» с «Космосом-2251», были урегулированы соответствующими странами за пределами её компетенции.

## Предупреждение столкновений
До столкновения между Iridium 33 и «Космосом-2251» не делалось предупреждений о возможных столкновениях. Американские и российские военные имели точные данные слежения за двумя спутниками задолго до события, и если бы эти данные были проанализированы, они могли показать опасное сближение между двумя спутниками, хотя подобный мониторинг или моделирование не дают точного ответа на вопрос, могут ли столкнуться два объекта на орбите, так как невозможно определить их точное положение и то, как может измениться орбита с течением времени.
В июне 2007 года американские военные ежедневно предупреждали о возможных столкновениях между спутниками и другими объектами. Однако в результате большого количества предупреждений и неточности данных, предоставленных американскими военными, предупреждения в какой-то момент были прекращены, пока в феврале 2009 года не произошло столкновение двух спутников. После инцидента и в России, и в США были созданы системы предупреждения об угрозе столкновений. В США была разработана процедура ежедневного просмотра сближений между почти 1000 активными спутниками на околоземной орбите.
Объединённый центр космических операций вооружённых сил США добавил группировку Iridium к ежедневным процедурам оценки рисков столкновения, используя те же высокоточные данные и расчёты, которые проводятся для проверки полётов человека в космос и дорогостоящих американских военных спутников. Стратегическое командование США ввело в действие новую программу — «Обмен космической ситуационной осведомлённостью» (англ. Space Situational Awareness (SSA) Sharing). Программа предназначена для обмена более подробной информацией о местоположении объектов на орбите, а также детального анализа информации с партнёрами программы.
Несмотря на предпринятые меры, в 2020 году возникала угроза столкновения двух американских спутников — прототипа разведывательного спутника GGSE-4 и орбитальной обсерватории IRAS.
В России наблюдение за спутниками Земли ведёт Система контроля космического пространства, радары системы предупреждения о ракетном нападении (СПРН) и Автоматизированная система предупреждения об опасных ситуациях в околоземном космическом пространстве (АСПОС ОКП).

## УгрозаМКСи другим объектам

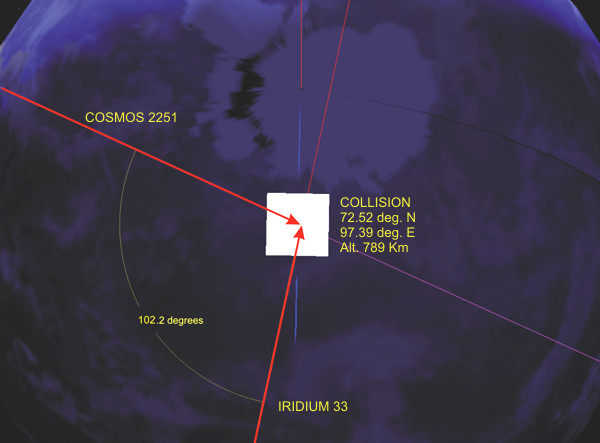
Схема столкновения

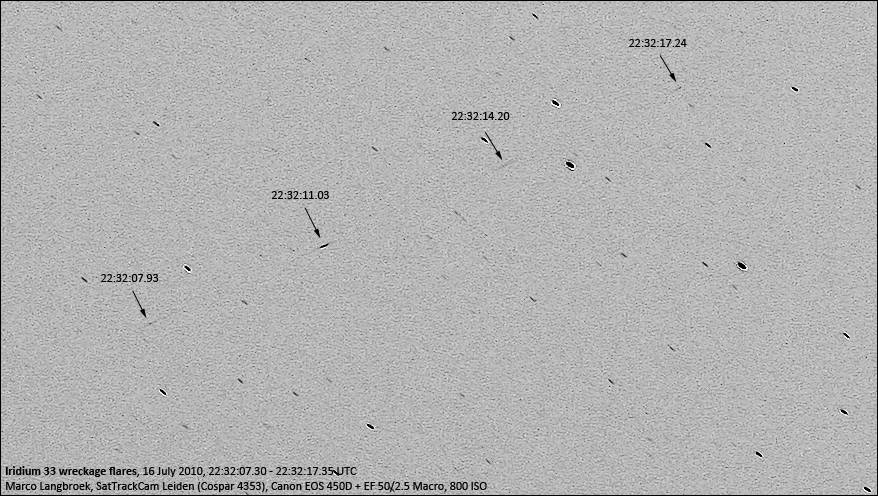
Вспышки, созданные крупным обломком 33 Iridium

Сразу после столкновения представитель Национального аэрокосмического агентства США Николас Джонсон (Nicholas Johnson) заявил, что при столкновении некоторые обломки могли перейти на соседние орбиты, одной из которых является орбита МКС. По его словам, эти обломки способны повредить станцию. Другой точки зрения придерживался представитель Центра управления полётами. Он заявил, что станция находится на высоте 350 километров, а столкновение произошло на высоте около 805 километров, поэтому станция и фрагменты разрушенных аппаратов не могут находиться на одной высоте. По его мнению, обломки впоследствии будут снижаться, но на момент столкновения говорить об этом было рано. Также сотрудник ЦУПа уточнил, что группировка Роскосмоса находилась на орбите, отличной от орбиты столкнувшихся спутников, а потому также не пострадала.
13 января 2012 года в 20:10 по московскому времени с помощью российского модуля «Звезда» был проведен манёвр по уклонению Международной космической станции от обломка спутника Iridium 33, который 14 января 2012 года должен был дважды пройти на расстоянии от 1 км до 24 км от МКС.